# دستجرد (نازلوي جنوي)
دستجرد هي قرية في مقاطعة أرومية، إيران. يقدر عدد سكانها بـ 740 نسمة بحسب إحصاء 2016.